# Jacob Christian Schäffer
Jacob (ou Jakob) Christian Schäffer (ou Schäffern) (Querfurt, 30 de maio de 1718 - Ratisbona, 5 de janeiro de 1790) foi um professor, botânico, micologista, ornitólogo e inventor alemão.
Em 1756 publicou um tratado sobre fibras vegetais para papeleiros, onde propõe a utilização de serragem e recortes de madeira para produção de pasta mecânica.